# مسابقات جهانی تنیس روی میز ۱۹۹۷
مسابقات جهانی تنیس روی میز ۱۹۹۷ (انگلیسی: 1997 World Table Tennis Championships) چهل و چهارمین دوره مسابقات جهانی تنیس روی میز است که در شهر منچستر، انگلستان برگزار شده است.
این مسابقات از ۲۴ آوریل تا ۵ مه ۱۹۹۷ در دو بخش تیمی و انفرادی انجام شده است.

## نتایج

### تیمی
| رویداد     | طلا                                                                                    | نقره                                                                                  | برنز                                                                               |
| تیمی مردان | چین · دینگ سونگ · کونگ لینگوی · لیو گولیانگ · ما ونگ · وانگ تائو (بازیکن تنیس روی میز) | فرانسه · Nicolas Chatelain · پاتریک شیلا · دیمین الوی · ژان-فیلیپ گاتین · کریستوف لگو | کرهٔ جنوبی · Chu Kyo-Sung · کیم تیک-سو · Lee Chul-Seung · اوه سانگ-اون · یو نام-کیو |
| تیمی زنان  | چین · دنگ یاپینگ · لی جو · وانگ چن · وانگ نان · Yang Ying                              | کرهٔ شمالی · Kim Hyon-Hui · Tu Jong-Sil · Wi Bok-Sun                                   | آلمان · Christina Fischer · Olga Nemes · Elke Schall · Jie Schopp · نیکول استروس   |

### انفرادی
| رویداد        | طلا                     | نقره                        | برنز                              |
| انفرادی مردان | یان اووه والدنر         | ولادیمیر سامسونوف           | یان سان                           |
| انفرادی مردان | یان اووه والدنر         | ولادیمیر سامسونوف           | کونگ لینگوی                       |
| انفرادی زنان  | دنگ یاپینگ              | وانگ نان                    | لی جو                             |
| انفرادی زنان  | دنگ یاپینگ              | وانگ نان                    | Wu Na                             |
| دونفره مردان  | کونگ لینگوی لیو گولیانگ | یورگن پرسون یان اووه والدنر | دیمین الوی ژان-فیلیپ گاتین        |
| دونفره مردان  | کونگ لینگوی لیو گولیانگ | یورگن پرسون یان اووه والدنر | Koji Matsushita Hiroshi Shibutani |
| دونفره زنان   | دنگ یاپینگ Yang Ying    | لی جو وانگ نان              | Chai Po Wa Qiao Yunping           |
| دونفره زنان   | دنگ یاپینگ Yang Ying    | لی جو وانگ نان              | Cheng Hongxia Wang Hui            |
| مختلط دونفره  | لیو گولیانگ Wu Na       | کونگ لینگوی دنگ یاپینگ      | وانگ لیچین وانگ نان               |
| مختلط دونفره  | لیو گولیانگ Wu Na       | کونگ لینگوی دنگ یاپینگ      | چیانگ پنگ-لونگ چن جینگ            |